# Операція «Детройт»
Опера́ція «Детро́йт» (англ. Mission Detroit) — одна зі складових Нормандської повітрянодесантної операції, яка була проведена американськими повітрянодесантними військами 6 червня 1944 на території Франції в ході висадки військ союзників в Нормандії.
Головним завданням операції ставилося проведення десантування посадочним способом планерів з підкріпленнями 82-ї повітрянодесантної дивізії на узбережжя Нормандії.

## Десантування82-ї дивізії— місія «Детройт»
| Серія | Підрозділ                                                                                     | Формування ВТА            | Кіл-сть літаків C-47 | Кіл-сть планерів | Аеродром зльоту     | Площадка приземлення | Час десантування |
| 28    | «A» та «B» абатр 80-го зенадн штаб 82-ї пдд дивізійні артилерійські підрозділи 2 роти зв'язку | 437-ма тактична група ВТА | 52                   | 52 Waco CG-4     | Рамсбері (база ВПС) | LZ O                 | 04:07            |

Із настанням світанку союзники здійснили спробу посилити десант, висадивши водночас місію «Детройт» (для 82-ї дивізії) та місію «Чикаго» (для 101-ї дивізії). Кожний ешелон мав у своєму складі по 52 планери Waco CG-4, якими на поле бою доставили протитанкову артилерію та підкріплення для посилення протитанкової оборони десантників на полі бою. Місії піднялися в повітря, коли літаки з основними силами десанту були ще на шляху до районів бойових дій.
Місія «Детройт», мала за мету доставку на поле бою 220 десантників 325-го планерного полку 82-ї дивізії із 16 57-мм протитанковими гарматами, 22 автомашин типу «Джип», 5 трейлерів та 10 тонн медикаментів, води та продовольства. На відміну від успіху операції «Чикаго», завдання «Детройта» не мали такого вдалого результату. Туман та низка хмарність збили екіпажі з пантелику, як наслідок, лише 62% планерів приземлилося поблизу району виконання завдання. Але десант вдало скористався зброєю, що буквально звалилася з неба.

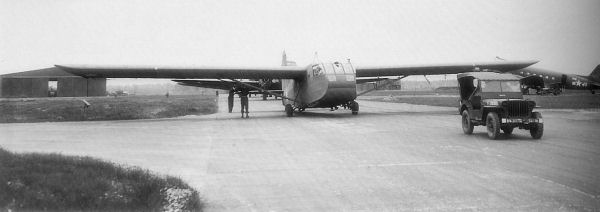
Планер Waco CG-4 на аеродромі в Англії